# Philetus
Philetus (griech.: Philetos; auch: Philippus) († 231) war Bischof von Antiochien als Nachfolger des Asklepiades.
Der Beginn seiner Amtszeit wird von Hieronymus in die Regierung von Kaiser Macrinus gelegt, weswegen man hierfür meist das Jahr 218 findet; eine spätere Chronik nennt das sechste Jahr des Caracalla (216), daneben wird auch das Jahr 220 genannt. Über das Todesjahr 231 besteht hingegen weitgehend Einigkeit. Näheres zum Leben des Philetus ist nicht bekannt. Sein Nachfolger wurde Zebinus.